# Barbara Eck
Barbara Eck (ur. 6 maja 1968 w Wagna w Styrii) – austriacka judoczka. Olimpijka z Barcelony 1992, gdzie zajęła dziewiąte miejsce w kategorii 56 kg. Siódma w mistrzostwach Europy w 1992. Trzecia na akademickich MŚ w 1986. Dziewięciokrotna medalistka kraju; pierwsza w latach 1985, 1989-1992 i 1994 roku.
- Turniej w Barcelonie 1992

Wygrała z Niemką Gudrun Hausch, a przegrała z Catherine Arnaud z Francji i w 1/16 z Brytyjką Nicolą Fairbrother.